# Stephen Masele

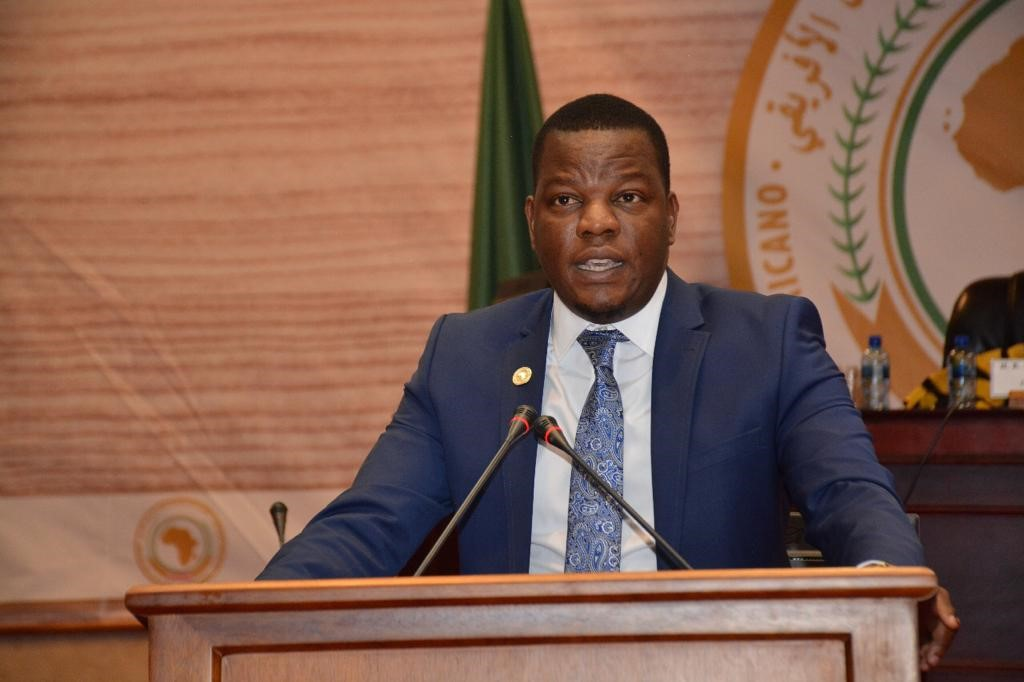
Stephen Masele (2019)

Stephen Julius Masele (* 1. Oktober 1979) ist ein tansanischer Politiker der Partei der Revolution CCM (Chama Cha Mapinduzi), der zwischen 2010 und 2020 Mitglied der Nationalversammlung (Bunge) sowie von 2012 bis 2015 stellvertretender Minister war.

## Leben
Stephen Julius Masele besuchte von 1987 bis 1991 die Kilakala Primary School sowie zwischen 1991 und 1993 die Kanawa Primary School, die er mit einem Certificate of Primary Education Examination (CPEE) beendete. Danach absolvierte er von 1994 bis 1997 die Mwenge Secondary School, an der er ein Certificate of Secondary Education Examination (CSEE) erwarb, sowie zwischen 1998 und 2000 das Morogoro Teachers Training College, welches er mit einem Advanced Certificate of Secondary Education Examination (ACSEE) beendete. 2001 begann er ein Studium der Politikwissenschaften an der University of Dar es Salaam (UDSM), welches er 2004 mit einem Bachelor beendete. In seinem letzten Studienjahr absolvierte er zwischen 2003 und 2004 ein Praktikum im Außenministerium. Nach Abschluss des Studiums begann er seine berufliche Tätigkeit in der Standard Chartered Bank und war dort von 2004 bis 2005 Vertriebsmitarbeiter sowie im Anschluss zwischen 2005 und 2007 Vertriebsmanager bei der Standard Bank. Danach arbeitete er von 2007 bis 2010 als Regionalmanager der MIC (T) Ltd.
Während dieser Zeit begann Masele auch sein politisches Engagement in der Partei der Revolution CCM (Chama Cha Mapinduzi). Er war zunächst 2008 in Personalunion Mitglied des Regionalrates der Region Shinyanga sowie Vorsitzender der CCM-Jugendorganisation in dieser Region. Des Weiteren war er 2008 Mitglied des Nationalen Jugendrates der CCM sowie Mitglied des Politischen Komitees der CCM im Distrikt Shinyanga Mjini.
2010 wurde Stephen Masele erstmals Mitglied der Nationalversammlung (Bunge) und vertrat in dieser nach seiner Wiederwahl 2015 den Wahlkreis Shinyanga Mjini bis 2020. Zu Beginn seiner Parlamentszugehörigkeit war er von 2010 bis 2012 Mitglied des Ausschusses für öffentliche Finanzen. Danach bekleidete er im Kabinett von Premierminister Mizengo Pinda zwischen 2012 und 2015 das Amt als Stellvertretender Minister im Ministerium für Energie und Mineralien (Deputy Minister in the Ministry of Energy and Minerals). Während dieser Zeit absolvierte er von 2012 bis 2013 ein erstes postgraduales Studium im Fach Verteidigung und Sicherheit an der John F. Kennedy School of Government (HKS) der Harvard University, welches er mit einem Diplom beendete. Ein weiteres postgraduales Studium im Fach Management und Wahlstrategien an der Florida International University (FIU) schloss er 2014 ebenfalls mit einem Diplom ab. Schließlich begann er 2012 noch einen Masterstudiengang der Fachrichtung Wirtschafts- und Unternehmensführung an der Universität Lund sowie am Eastern and Southern African Management Institute (ESAMI), welches er 2014 mit einem Master beendete.
2015 war Masele kurzzeitig Stellvertretender Minister im Amt von Vizepräsident Mohamed Gharib Bilal. Zuletzt war er in der Nationalversammlung von 2015 bis 2018 Mitglied des Ausschusses für auswärtige Angelegenheiten, Sicherheit und Verteidigung sowie im Anschluss zwischen 2018 und 2020 Erster Vizepräsident des Panafrikanischen Parlaments.

## Weblink
- Hon. Stephen Julius Masele. In: Homepage der Nationalversammlung (Bunge). Abgerufen am 15. Juli 2023 (englisch).

| Personendaten    | Personendaten                               |
| ---------------- | ------------------------------------------- |
| NAME             | Masele, Stephen                             |
| ALTERNATIVNAMEN  | Masele, Stephen Julius (vollständiger Name) |
| KURZBESCHREIBUNG | tansanischer Politiker                      |
| GEBURTSDATUM     | 1. Oktober 1979                             |